# Falls of the Ohio

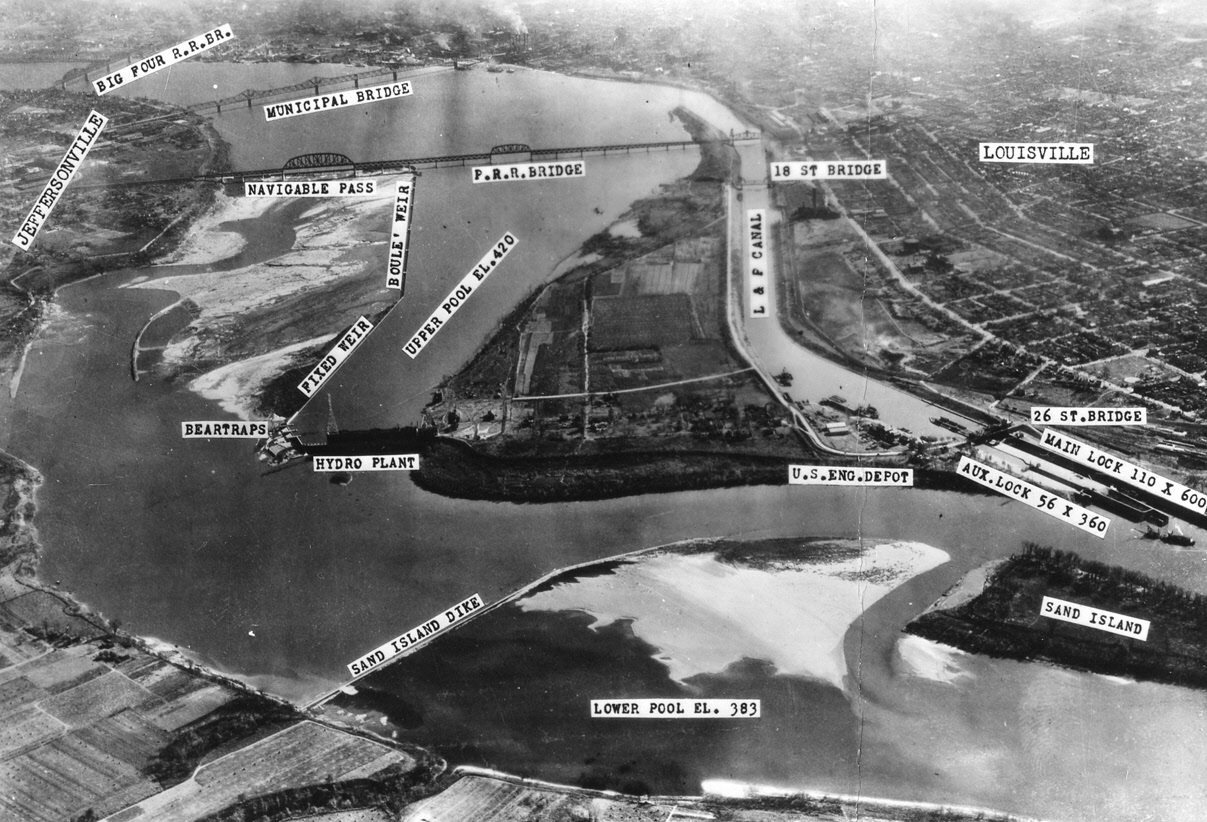
Zdjęcie lotnicze Falls of the Ohio wraz z omijającą je śluzą i kanałem z lat 30. lub 40. XX wieku

Falls of the Ohio (pol.: "Wodospady Ohio") stanowiły jedyną poważną przeszkodę w żegludze po rzece Ohio we wczesnym okresie osadnictwa na terenie dzisiejszych Stanów Zjednoczonych na zachód od Appalachów. "Wodospady" to w rzeczywistości seria porohów utworzonych w wyniku relatywnie późnej erozji powodowanej przez rzekę płynącą na podłożu twardych skał wapiennych powstałych w okresie dewońskim 386 milionów lat temu. Louisville w stanie Kentucky oraz pobliskie miejscowości stanu Indiana — Jeffersonville, Clarksville i New Albany — zawdzięczają swoje istnienie wodospadom, bowiem przeszkody w żegludze, jakich w końcu XVIII wieku i w początkach XIX wieku nastręczała ta naturalna bariera, oznaczały potrzebę uzyskania pomocy ze strony okolicznych mieszkańców najlepiej wiedzących, jak poradzić sobie z tym 9-metrowym spadkiem na przestrzeni około trzech kilometrów.
W XIX wieku zbudowano pierwszy omijający wodospady kanał ze śluzami, co natychmiast zapewniło całoroczną żeglugę na rzece Ohio, tej ważnej dla osadnictwa drodze wodnej, a następnie wodospady niemal całkowicie zniknęły przykryte zaporą i śluzami McAlpine, zbudowaną przez Korpus Inżynieryjny Armii Stanów Zjednoczonych. Regulacja rzeki Ohio na wysokości wodospadów spowodowała zmniejszenie prędkości przepływu, a tym samym niebezpieczeństwo wiosennych i jesiennych powodzi.
Ze względu na płytkość rzeki na wysokości wodospadów, był to znakomity bród, wykorzystywany w czasach przedosadniczych tak przez stada bizonów, jak i Indian.
W roku 1990 na części odcinka rzeki znajdującego się w obrębie stanu Indiana utworzono Park stanowy Falls of the Ohio.